# Dinocheirus partitus
Espèce
Synonymes
- Chelanops partitus Banks, 1909

Dinocheirus partitus est une espèce de pseudoscorpions de la famille des Chernetidae.

## Distribution
Cette espèce est endémique d'Arizona aux États-Unis.

## Description
Dinocheirus partitus mesure de 3 à 3,5 mm.

## Publication originale
- Banks, 1909 : New Pseudoscorpionida. Canadian Entomologist, vol. 41, p. 303-307 (texte intégral).